# Mesechiteae
Mesechiteae är en tribus i familjen oleanderväxter och underfamiljen Apocynoideae. Det innehåller fem amerikanska släkten:
- Allomarkgrafia
- Forsteronia
- Bägarrankesläktet (Mandevilla) (Macrosiphonia, Telosiphonia)
- Mesechites
- Tintinnabularia

### Tryckt källor
André O. Simões, Mary E. Endress, Timotheüs van der Niet, Luiza S. Kinoshita and Elena Conti (2004) Tribal and intergeneric relationships of Mesechiteae (Apocynoideae, Apocynaceae): evidence from three noncoding plastid DNA regions and morphology American Journal of Botany 91:1409-1418.